# Wspólnota Kolei Europejskich oraz Zarządców Infrastruktury Kolejowej
Wspólnota Kolei Europejskich oraz Zarządców Infrastruktury Kolejowej (Community of European Railway and Infrastructure Companies – CER) – instytucja zrzeszająca 75 przedsiębiorstw kolejowych i infrastruktury z Unii Europejskiej, krajów kandydujących (Macedonia Północna i Turcja), jak również z krajów Bałkanów Zachodnich, Norwegii i Szwajcarii. Wszędzie prezentowanym hasłem wspólnoty jest „Głos Kolei Europejskich” (The Voice of European Railways).
Członkami organizacji ze strony polskiej są Polskie Koleje Państwowe S.A. oraz Rail Polska Sp. z o.o.

## Cele
Siedzibą wspólnoty jest Bruksela. Reprezentuje interesy swoich członków wobec Parlamentu Europejskiego, Komisji Europejskiej i Rady Unii Europejskiej oraz innych polityków i animatorów transportu.
Głównym celem CER jest wspieranie niezbędnego do stworzenia zrównoważonego systemu transportu rozwoju kolei, zarówno wydajnego jak i przyjaznego dla środowiska. Priorytetem w tym zakresie dla CER jest osiągnięcie bardziej zrównoważonego podziału zadań w systemie transportowym, przy jednoczesnym minimalizowaniu kosztów zewnętrznych wynikających dla społeczeństwa i poprawie efektywności ekonomicznej. Równolegle do inicjatyw własnych poszczególnych kolei na rzecz poprawy jakości usług kolejowych, CER widzi potrzebę zapewnienia stałego inwestowania w projekty infrastruktury kolejowej.

## Obszary zainteresowania
CER zajmuje się wszystkimi obszarami polityki mających znaczenie dla transportu kolejowego.  Oferuje doradztwo decydentom europejskim. Monitoruje i przyczynia się do tworzenia polityki kolejowej. Jej zainteresowania obejmują całe spektrum europejskiej polityki transportowej: planowanie infrastruktury, przewozów pasażerskich i towarowych, usług publicznych, ochrony środowiska, badań i rozwoju oraz dialogu społecznego.